# Moravische Karst
De Moravische Karst (Moravský kras ) is een karstgebied tussen Brno en Olomouc met de diepste kloven van de Tsjechische Republiek. Het omvat een aantal geologische bijzonderheden, waaronder zo'n 1100 grotten en kloven op een terrein van circa 92 km². Een deel is open voor bezoek, waaronder de Punkva Grotten (Punkevní jeskyně), waarbinnen de mogelijkheid bestaat om met een boot langs de ondergrondse rivier Punkva te varen.

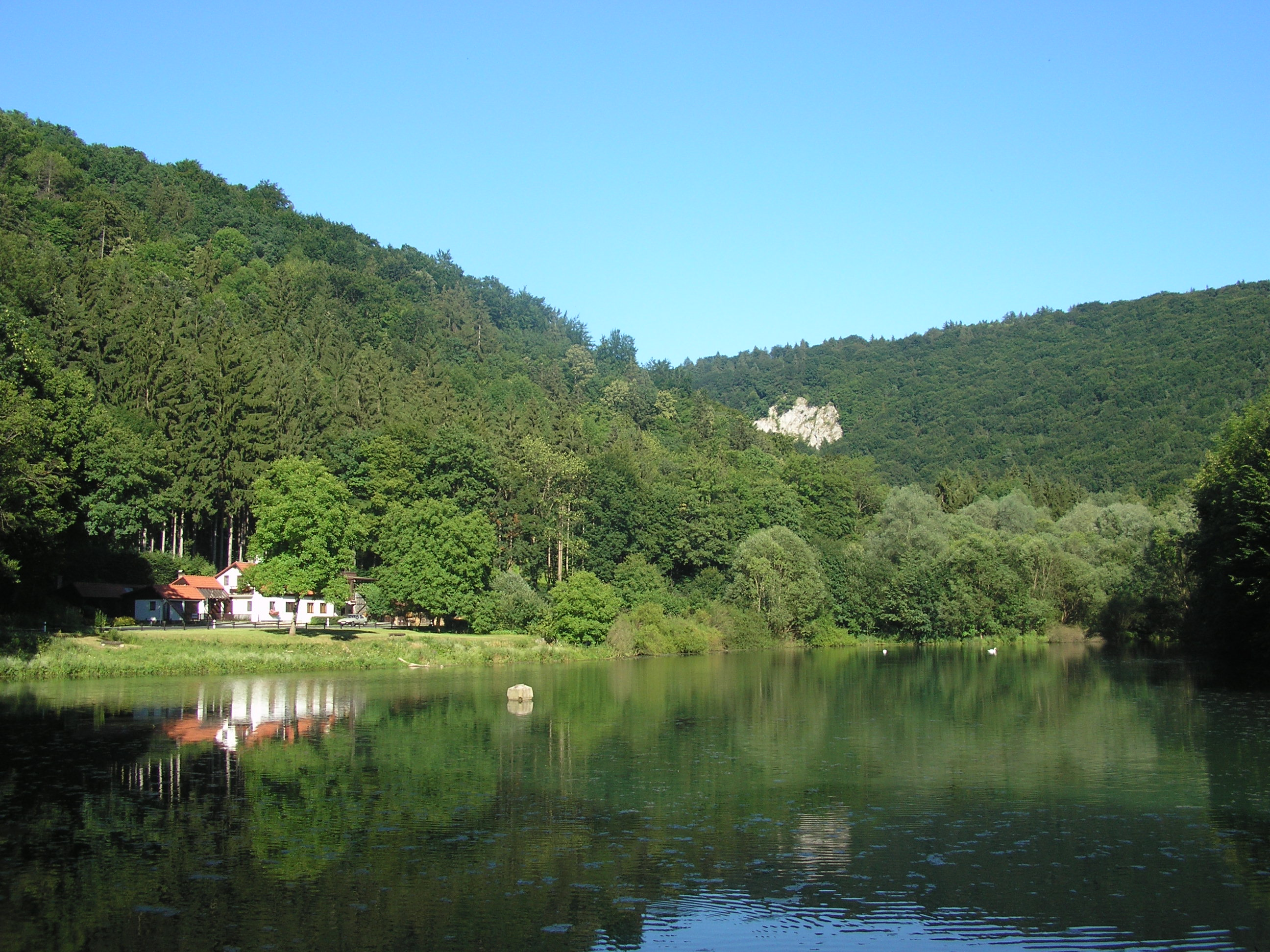
Jakubovo jezero
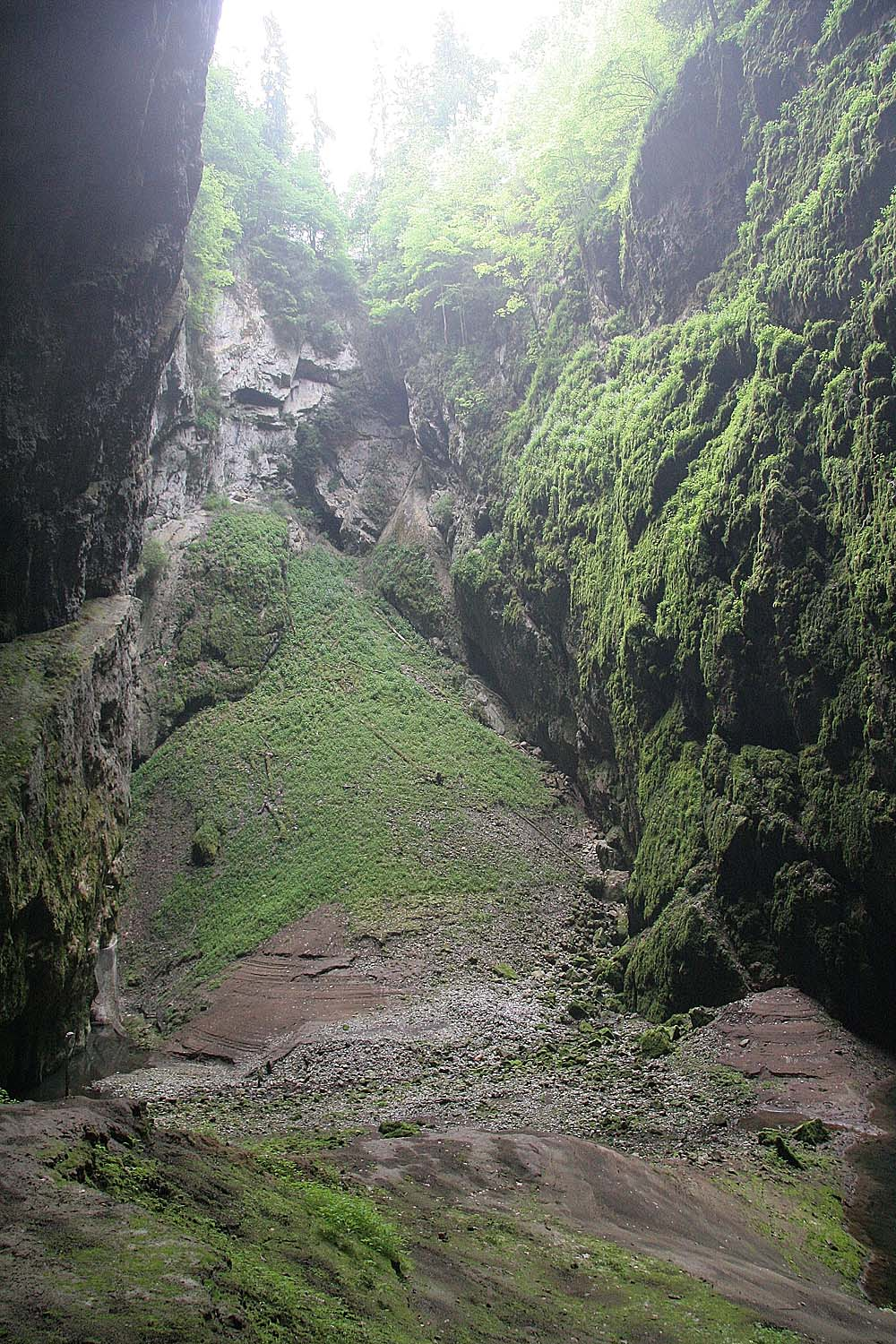
De Macocha-kloof
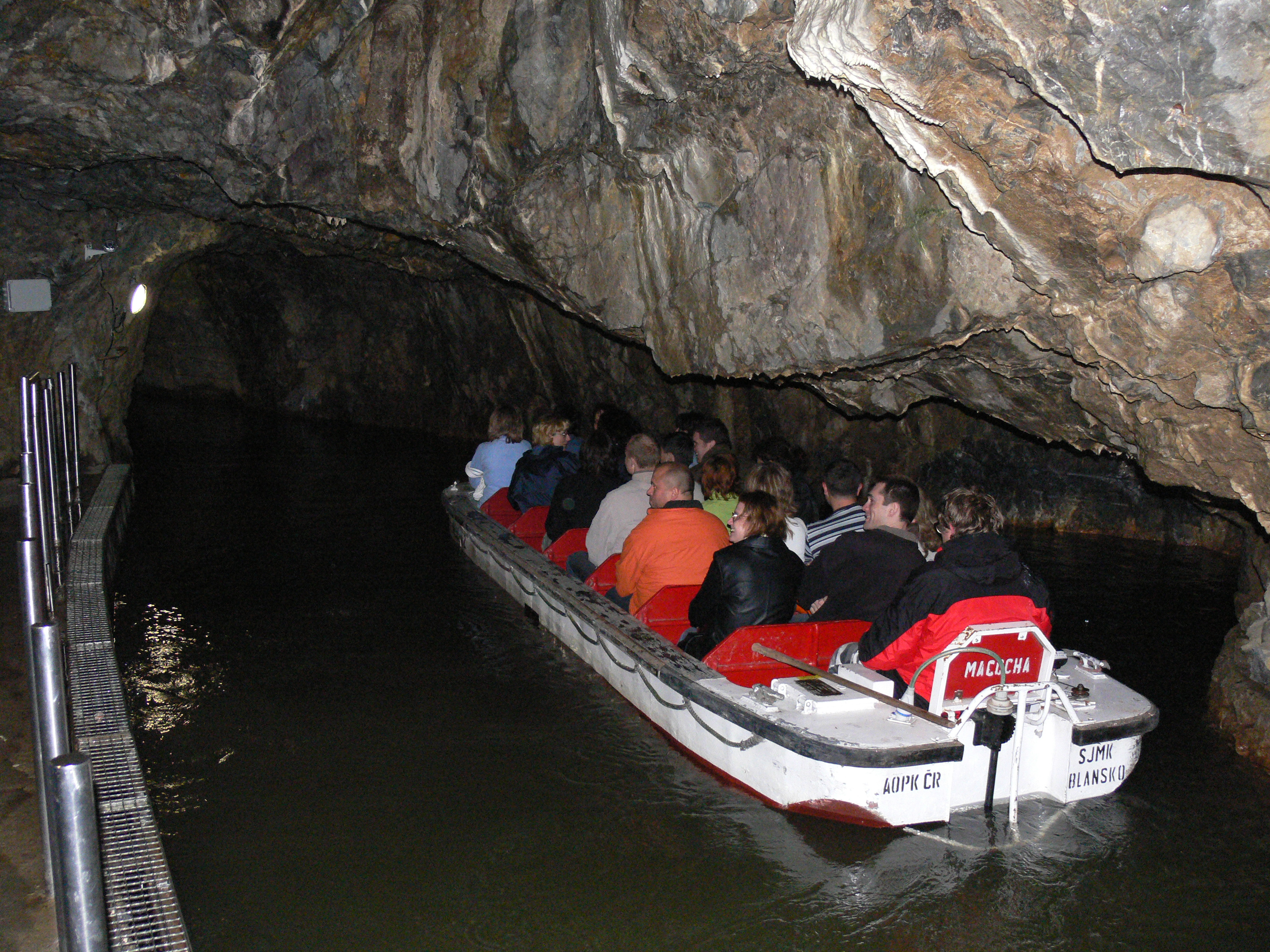
Boot op de Punkva
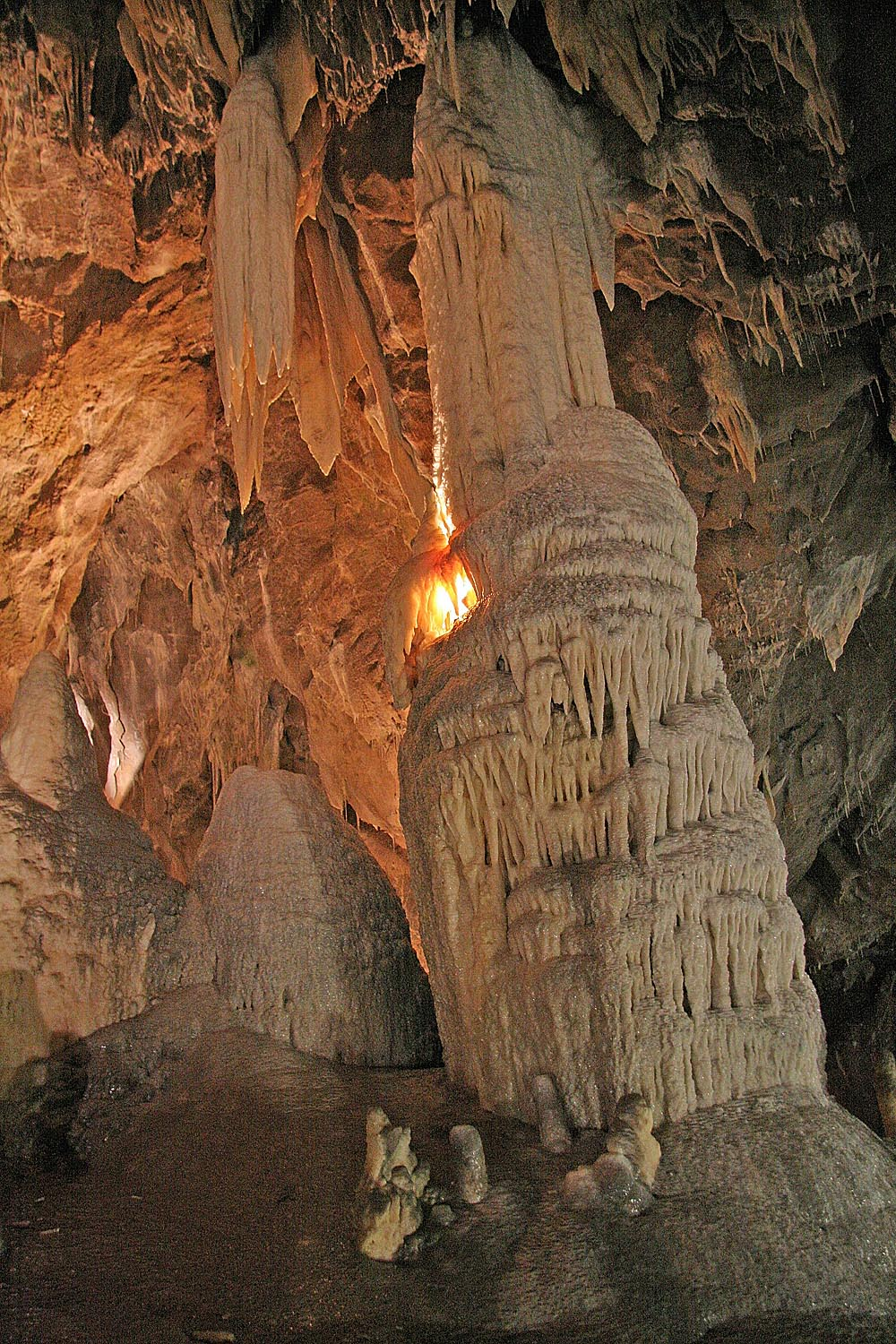
Masarykův dóm in de Punkva Grotten
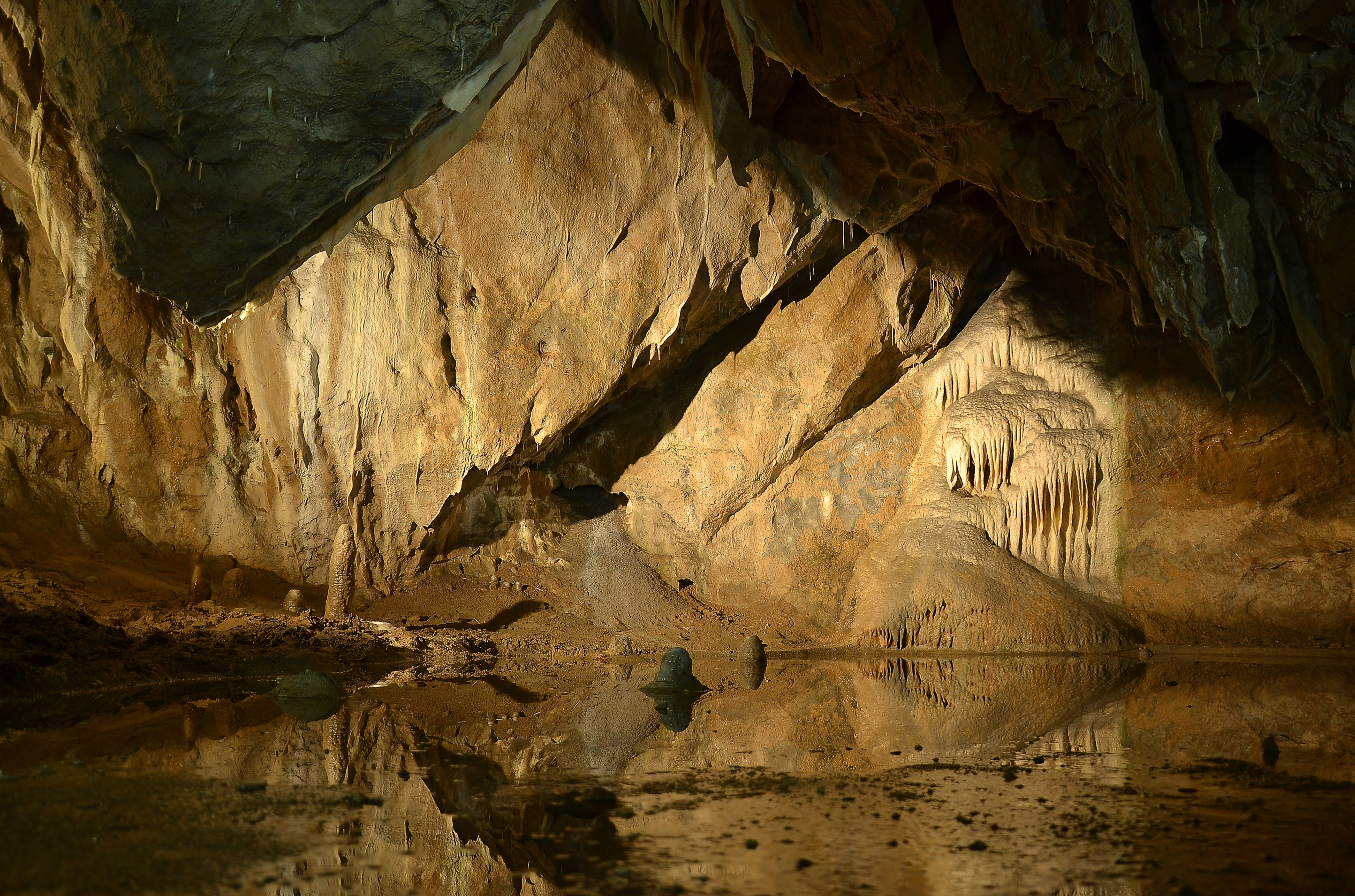
Masarykův dóm